# 리투아니아 임시정부

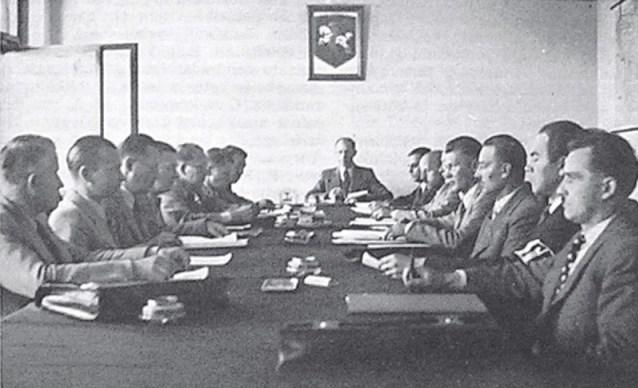
1941년 리투아니아 카우나스에서 주오자스 암브라제비치우스가 의장을 맡은 리투아니아 임시정부 회의

리투아니아 임시정부(리투아니아어: Laikinoji Vyriausybė)는 제1차 소련 점령 마지막 날과 1941년 나치 독일 점령 첫 달 동안 독립적인 리투아니아를 목표로 한 임시정부였다.
1941년 4월 22일 비밀리에 결성되어 6월 23일에 발표되었으며, 8월 5일에 해산되었다. 카우나스와 빌뉴스에서 결성된 리투아니아 운동전선(LAF)의 조직원들이다.

## 역사
임시정부는 1941년 6월 22일 6월 봉기가 시작되면서 확정되었다. 그러나 총리가 될 예정이었던 LAF의 지도자 카지스 스키르파는 당시 베를린에 있었고, 리투아니아에 대한 인정을 받기를 희망했다. 나치 정권은 리투아니아를 나치 독일의 미래 부분으로 보았기 때문에 리투아니아 독립에 큰 관심이 없었지만, 임시 정부가 유용한 동안 활동할 수 있도록 허용했다. 카지스 스키르파는 독일을 떠날 수 없었고, 대신 가택 연금에 처해졌다. 당시 베를린에 있었던 또 다른 예비 장관인 라폴라 스키피티스도 떠나는 것을 막았다.
국방부 장관이 되려던 비타우타스 불비치우스는 6월 2일 소련군에 체포되었다. 따라서 그의 자리는 스타시스 라슈티키스 장군이 차지했다. 1941년 6월 21일(독일이 소련에 선전포고를 하기 하루 전), 계획된 정부의 4명의 구성원들이 소련인 블라다스 나세비치우스, 비타우타스 스타트쿠스, 요나스 마실루나스, 요나스 바이나우스카스에 의해 체포되었다. 그들은 고리키(현재의 니즈니노브고로드)에 수감되었다. 1941년 11월 26일 리투아니아가 독일에 점령된 이후 재판이 시작되었다. 11월 28일, 불비치우스는 처형되었고, 마실루나스, 나세비치우스, 스타트쿠스는 동시에 체포된 다른 사람들과 함께 시베리아로 추방되었다.
문학사가 주오자스 암브라제비치우스가 스키르파 대신 총리 대행을 맡았다.
임시정부는 나치와 리투아니아 운동전선의 반유대주의 지도자들이 부추긴 반유대주의 폭력을 막기 위해 거의 노력하지 않았다. 임시정부에 의해 형성된 리투아니아 경찰 대대는 나치가 홀로코스트를 수행하는 것을 도왔다.
임시정부는 1941년 8월 독일의 지원 하에 독립하지는 않더라도 자치적인 리투아니아의 목표를 달성하는 데 실패한 후 해체되었다.

## 같이 보기
- 오스트란트 국가판무관부
- 리투아니아 소비에트 사회주의 공화국